# Iberospinus
Iberospinus natarioi
Genre
Espèce
Iberospinus (qui signifie « colonne vertébrale de la péninsule ibérique ») est un genre éteint de dinosaure théropode Spinosauridae de la formation Papo Seco du Crétacé inférieur (Barrémien) du Portugal. Le genre contient une seule espèce, Iberospinus natarioi, connue à partir de plusieurs os assortis appartenant à un même individu.

## Découverte et dénomination
Le premier matériel fossile a été découvert en 1999, avec des expéditions supplémentaires de 2004 à 2008. Après avoir été décrit comme un spécimen de Baryonyx en 2011, il a été établi qu'il s'agissait d'une espèce unique en 2019. Du matériel supplémentaire a été découvert lors d'une expédition en 2020, après quoi Iberospinus a été décrit comme un nouveau genre et une nouvelle espèce en 2022 par Mateus et Estravis-López.
Le nom générique, « Iberospinus », est dérivé de « ibero », un nom romain pour la péninsule ibérique, et le latin « spinus », signifiant épine, d'après les épines neurales allongées des Spinosauridae apparentés. Le nom de l'espèce, « natarioi » honore Carlos Natário, le découvreur de l'holotype.

Reconstruction de la vie d'Iberospinus montrant une numérisation 3D de certains des os récupérés, ainsi que la musculature reconstruite.

## Classification
Iberospinus a été localisé chez les Spinosauridae, en dehors des Baryonychinae et des Spinosaurinae. Cependant, Mateus & Estraviz-López (2022) expliquent que le matériel fossile présente certaines caractéristiques des Baryonichinae, suggérant une relation plus étroite avec le groupe. Un cladogramme rectifié d'après les auteurs descripteurs est présenté ci-dessous :
|  | \| \| Baryonychinae \| \| \| \| \| \| Spinosaurinae \| \| \| \| |
|  |                                                                 |
|  | Baryonychinae                                                   |
|  |                                                                 |
|  | Spinosaurinae                                                   |
|  |                                                                 |

|  | Baryonychinae |
|  |               |
|  | Spinosaurinae |
|  |               |

|  | \| \| Baryonychinae \| \| \| \| \| \| Spinosaurinae \| \| \| \| |
|  |                                                                 |
|  | Baryonychinae                                                   |
|  |                                                                 |
|  | Spinosaurinae                                                   |
|  |                                                                 |

|  | Baryonychinae |
|  |               |
|  | Spinosaurinae |
|  |               |